# Osman Çelik
Osman Çelik (* 27. November 1991 in Antalya) ist ein türkischer Fußballspieler. Seit 2021 läuft er für Samsunspor auf.

## Karriere
Çelik durchlief die Nachwuchsabteilung Antalyaspor und unterschrieb zur Saison 2011/12 beim Viertligisten Kepez Belediyespor, einem anderen Verein von Çeliks Heimatprovinz Antalya, einen Profivertrag. Nach einer halben Spielzeit wurde er zwar bei Antalyaspor als Profispieler unter Vertrag genommen, blieb aber auch den Rest der Saison als Leihspieler bei Kepez Belediyespor. Für die Saison 2012/13 lieh ihn sein Klub mit Manavgat Evrensekispor an einen weiteren Klub der Provinz Antalya aus. Im Sommer 2013 wechselte er samt Ablöse zu Evrensekispor.
Im Sommer 2014 wechselte er wieder zu Antalyaspor und wurde dieses Mal im Kader behalten. Hier wurde er zum Saisonende mit seinem Klub Play-off-Sieger der TFF 1. Lig und erreichte damit den Aufstieg in die Süper Lig. Für die Saison 2015/16 wurde er an den Zweitligisten Kardemir Karabükspor ausgeliehen.

## Erfolge
Mit Antalyaspor
- Play-off-Sieger der TFF 1. Lig und Aufstieg in die Süper Lig: 2014/15